# Тыркачин
Тыркачин — река на полуострове Камчатка. Протекает по территории Быстринского района Камчатского края России.
Длина реки 31 км. Берёт истоки с юго-западных склонов потухшего Лаучачан', протекает по заболоченной равнине. Впадает в Ичу' справа на расстоянии 105 км от её устья.
Название в переводе с эвен. Туркачин — «нартовая (дорога)».
Река Тыркачин является местом нереста лососевых.
По данным государственного водного реестра России относится к Анадыро-Колымскому бассейновому округу. Код водного объекта — 19080000212120000030362.

## Притоки
- Правая Тыркачин[4] — в 5 км от устья[3]